# Natura 2000-område nr. 103 Kogsbøl og Skast Mose
 Natura 2000-område nr. 103 Kogsbøl og Skast Mose består af består af Fuglebeskyttelsesområde nr. H69 . Natura 2000-området ligger mellem Ballum, Hjerpsted og Bredebro i Tønder Kommune, i vandplanoplandene 1.10 Vadehavet og 4.1 Kruså-Vidå . Hele området omfatter 557 hektar, hvoraf 285 ha statseje.
Området er en nedbrudt højmose under tilgroning med blandt andet birk og græsser. Mosen ligger i et fladt område, kun 3-4 meter over havet, og før diget ved Ballum blev anlagt, kunne stormfloder oversvømme moserne.
Den nordlige del af mosen (Skast Mose) afvandes mod nord til kanalen Hørmols. Den centrale og sydlige del (Kogsbøl Mose) afvandes mod syd til Vestre Randkanal. Der fører en asfaltvej ind til den centrale del af mosen og vidner om tidligere tiders tørvegravningsvirksomhed.
Mosen blev fredet i 1977 som en del af det 390 ha store område i Skast, Kogsbøl og Borg Moser.

## Eksterne kilder og henvisninger
1. ↑  "Hovedvandopland 1.10 Vadehavet" (PDF). Arkiveret fra originalen (PDF) 11. oktober 2017. Hentet 20. oktober 2017.
2. ↑  Hovedvandopland 4.1 Vidå - Kruså 2009-2015. Arkiveret 5. oktober 2017 hos  Wayback Machine på mst.dk
3. ↑  Om fredningen på fredninger.dk

- Kort over området på miljoegis.mim.dk
- Naturplanen Arkiveret 21. oktober 2017 hos  Wayback Machine
- Basisanalysen 2016-21 Arkiveret 21. oktober 2017 hos  Wayback Machine